# Wat je zingt, dat ben je zelf
Wat je zingt, dat ben je zelf... is een muziekalbum van Gerard Cox en Erik van der Wurff uit 1974. Het was jarenlang het laatste muziekalbum van Cox. Cox en Van der Wurff zongen een album vol met luisterliedjes uit de oude tijd.
Het dankwoord vermeldt John J. Vis, de man die Cox adviseerde als zanger van 't Is weer voorbij die mooie zomer.

## Muziek
| Nr. | Titel                                                                  | Duur |
| --- | ---------------------------------------------------------------------- | ---- |
| 1.  | De eerste klant (Koos Speenhoff)                                       | 3:24 |
| 2.  | Het bruidspaar (Jules de Corte)                                        | 1:49 |
| 3.  | Marjoleine (Annie M.G. Schmidt, Peter Kellenbach)                      | 3:34 |
| 4.  | Diep in mijn hart (Jaap Valkhoff)                                      | 3:13 |
| 5.  | En altijd komen er schepen (Anton Beuving, Jan Vogel)                  | 3:42 |
| 6.  | Onder de bomen van het plein (Max Tak, Chef van Dijk)                  | 2:46 |
| 7.  | Café Biljart (Toon Hermans)                                            | 3:23 |
| 8.  | Er hangt een paardenhoofdstel aan de muur (Jo de Gast, Carson Robison) | 3:36 |
| 9.  | Werkmanskind (Eduard Jacobs, Jules Jouy)                               | 2:23 |
| 10. | Naar de bollen (Jacques van Tol, Louis Davids)                         | 3:48 |
| 11. | Chrisje (Jan Boerstoel, Ruud Bos)                                      | 2:39 |
| 12. | Professiehoeren (Eduard Jacobs)                                        | 3:41 |
| 13. | Lieveling (Friso Wiegersma, Ruud Bos)                                  | 3;56 |
| 14. | Had je niet die mooie blauwe ogen (Louis Davids, Margie Morris)        | 4:16 |
| 15. | Quartier Putain (Drs. P)                                               | 3:45 |
| 16. | M’n eerste (Dirk Witte)                                                | 4:07 |
| 17. | Kees (Frans Halsema, Michel van der Plas, Harry Bannink)               | 4:02 |
| 18. | Drie eskadrons (Jaap van de Merwe)                                     | 4:17 |

De enige cover van een niet-Nederlands origineel is Er hangt een paardenhoofdstel aan de muur. Dat is een lied van Carson Robison getiteld There's a bridle hangin' on the wall. Het lied kreeg bekendheid in Nederland door de Kilima Hawaiians. 